# Поліклет Молодший

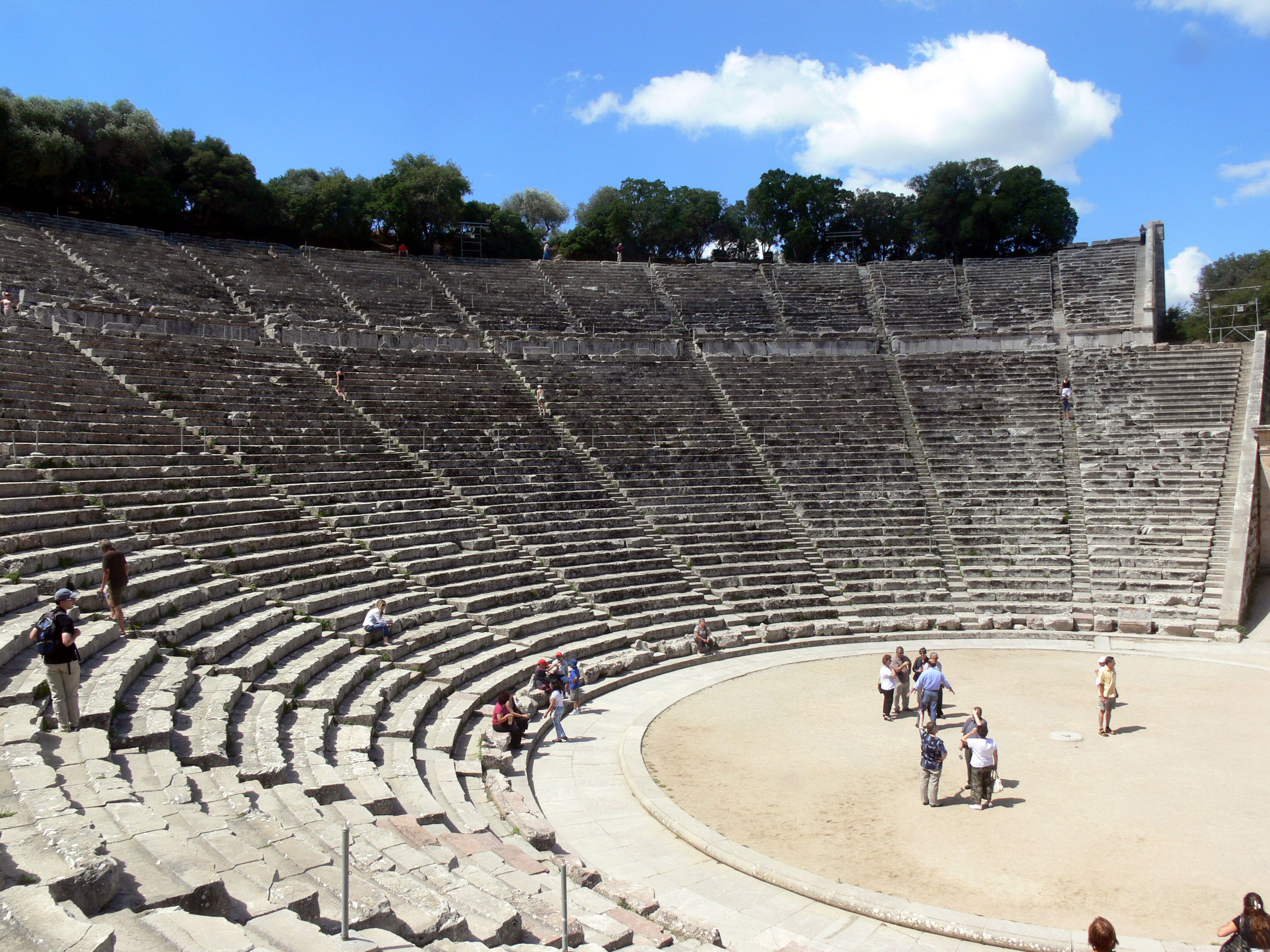
Театр в Епідаврі

Поліклет Молодший (грец. Πολύκλειτος) — давньогрецький архітектор, працював у 4 столітті до н. е. в Епідаврі.
Найвідомішими будівлями майстра є:
- Фімела (толос) із колонадою — доричною зовні та коринфською всередині;
- театр на 14 тисяч місць (350—330 до н. е.), який вирізняється довершеністю загальної композиції (фоном для дії служить природний краєвид) та окремих архітектурних елементів (урочисті портали проходів, що відокремлюють скену від театрону), а також чудовою акустикою, яка забезпечується спеціальним профілем театрону і резонатори під лавами для глядачів.